# Chapelle Sainte-Agathe de Saint-Désiré
Pour les articles homonymes, voir Chapelle Sainte-Agathe.
La chapelle Sainte-Agathe est située sur la commune de Saint-Désiré, dans le département de l'Allier, en France.

## Localisation
La chapelle se trouve à environ 2,5 km à l'est du bourg de Saint-Désiré, isolée sur une butte, à l'altitude de 355 m.
Le GR 41 passe par le site de la chapelle. Par temps clair, la vue peut s'étendre, au sud-est, jusqu'à la chaîne des Puys.

## Description
La chapelle Sainte-Agathe, édifiée en grès rose de Saulzais-le-Potier, est un bâtiment de petite taille composé d'une nef unique, terminée à l'est par une abside en hémicycle flanquée de deux absidioles. L'édifice est surmonté d'un clocher quadrangulaire. À l'intérieur, une statue de sainte Agathe en bois polychrome témoigne de l'existence d'un pèlerinage annuel, célébré le 8 mai jusqu'en 1840, et toujours commémoré par un repas communautaire.

## Historique
Les origines de la chapelle Sainte-Agathe sont entourées de mystère. Elle aurait été construite au XIVe siècle sur un ancien site païen appelé « Mont Lubin » (probablement « Mont Lumineux », visible à des kilomètres à la ronde), où se déroulaient des sabbats de sorcières. Ce site, utilisé pour des cultes païens dès l'Antiquité ou le Haut Moyen Âge, a été christianisé par la construction de la chapelle. Le toponyme "Mont Lubin" a ensuite été déplacé à une colline de taille plus petite, non loin de là, pour contrer les processions païennes.
Sainte Agathe, selon la légende locale, était une jeune bergère travaillant pour une ferme proche, qui aurait exaucé son vœu de construire une chapelle sur la colline en accomplissant plusieurs miracles pour un seigneur local. Chaque jour, elle transportait des pierres au sommet de la colline, abandonnant ses brebis dans la vallée, et un miracle aurait permis la construction de la chapelle. La légende raconte également qu'après sa mort, elle fut enterrée là où les bœufs transportant son corps s'arrêtèrent, sur le sommet de la colline. Une source aurait jailli à cet endroit, associant Sainte Agathe au culte de l'eau.
Il est possible que sainte Agathe soit une adaptation locale de la sainte catholique martyre en Sicile, mais cela n'a jamais été vérifié. Une autre légende de Sainte-Agathe existe à 30 km plus au sud, à Néris-les-Bains, où elle est également associée à une fontaine et au culte de l'eau. Là-bas, le culte est centré sur une source où les bergers et les bergères venaient placer leurs troupeaux sous sa protection.
L'édifice, d'époque romane, pourrait remonter au XIIe siècle, bien que la façade et le clocheton aient été rénovés à une période ultérieure. La chapelle a été occupée par le maquis en 1944 et est inscrit au titre des monuments historiques en 1971.

## Influence sur Alain-Fournier
La chapelle Sainte-Agathe a inspiré Alain-Fournier, auteur du roman Le Grand Meaulnes. Bien que l'écrivain n'y soit jamais allé, la chapelle et sa colline, visibles depuis son village natal d'Épineuil-le-Fleuriel, ont marqué son imaginaire. Il a donné le nom de Sainte-Agathe au village fictif de son roman. La chapelle et son environnement ont également été utilisés pour certaines scènes du film Le Grand Meaulnes (1966-1967), notamment la scène du mariage entre Augustin Meaulnes et Yvonne de Galais.

## Légendes et Culte
Le site de la chapelle est riche en légendes, notamment liées à la sorcellerie et aux superstitions populaires. La position éminente de la chapelle dans le paysage aurait attisé l'imagination des habitants locaux, donnant naissance à diverses histoires. Le toponyme "Mont Lubin", déplacé à une colline voisine pour contrer les processions païennes, pourrait avoir une racine commune avec le dieu gaulois Lug. Un pèlerinage religieux avait lieu chaque 8 mai en l'honneur de sainte Agathe, célébrant également le culte de l'eau. Cet événement a perduré jusqu'au début du XXe siècle et reste une célébration importante pour les habitants de Saint-Désiré.

## Rénovation et patrimoine
La chapelle a été rénovée dans les années 2000, avec l'ajout d'une table d'orientation pour profiter du panorama exceptionnel qu'offre le site. L'utilisation de grès rose, matériau typique de la région, donne à l'édifice une teinte particulière.